# Замбриборщ, Фёдор Сергеевич
Фёдор Сергеевич Замбриборщ (4 [17] февраля 1913, Старая Ушица, Подольская губерния — 17 мая 1998, Одесса) — украинский советский гидробиолог, профессор.

## Биография
В 1928 году окончил семилетнюю школу и поступил в Голозубинский зоотехникум. Окончил техникум в 1931 году и начал работать в Васильевском райземотделе (Днепропетровской, затем Запорожской области) зоотехником.
В 1934 году он поступил на биологический факультет Одесского университета, по специализации гидробиолог, которую возглавлял тогда доцент Макаров, который погиб во время обороны Севастополя в 1942 г. Будучи студентом, Федор Сергеевич проявил интерес к гидробиологии и ихтиологии, изучал зообентос Днепровско-Бугского лимана, гидробионты р. Чайки (недалеко от г. Херсона), работал в вечернее время в Украинском Научно-исследовательском институте морского рыбного хозяйства и океанографии.
В 1939 году Ф. С. Замбриборщ с отличием окончил университет, в том же году поступил в аспирантуру (с 1939 по 1941 гг.) на кафедру зоологии позвоночных к известному ученому академику АН УССР, профессору Д. К. Третьякову. Работа под управлением этого учёного надолго определила направление его научных интересов.
Во время Великой Отечественной войны Федор Сергеевич воевал на Юго-Западном фронте. Потом — в составе Третьего Украинского фронта, брал участие в боях на Днепровском плацдарме, в разгроме Ясско-Кишиневской группировки, освобождении Румынии, Югославии, Венгрии, Австрии.
После демобилизации в июне 1946 года, лейтенант запаса Ф. С. Замбриборщ продолжил работу над кандидатской диссертацией на тему: «Видовые признаки черноморский кефалей и их развитие», которую успешно защитил в январе 1948 г. С 1946 г. Ф. С. Замбриборщ начал педагогическую деятельность ассистентом кафедры зоологии позвоночных, с 1948 г. — старшим преподавателем. С 1951 г. Он — доцент на той же кафедре (до 1966 г.), работал под управлением заведующего кафедрой профессора И. И. Пузанова, читал курсы ихтиологии и гистологии. 

В это время Федор Сергеевич проводил большую научную работу, связанную с рыбным хозяйством причерноморских лиманов, низовья рек и придунайских водоемов. Он — управляющий или исполнитель ряда хоздоговорных тем: «Состояние запасов основных промышленных рыб дельты Днестра и Днестровского лимана и пути их воссоздания» (1953), «Биотехника удерживания молодняка кефали в зимний период» (1957—1959), «Условия жизни рыб в придунайских водоемах» (1959—1961) и многое другое. Материалы проведённых им исследований обобщены в докторской диссертации «Рыбы низовья рек и причерноморских водоемов северо-западной части Чёрного моря и условия их существования» (1965), успешно защищенной в январе 1966 г. С 31 января 1968 г. Он — доктор наук и с мая 1968 г. — профессор на кафедре гидробиологии.
В конце 1965 г. Ф. С. Замбриборщ стал заведующим кафедрой гидробиологии ОГУ (ОНУ им. И. И. Мечникова). Переход на эту кафедру был закономерным, потому что его научные интересы были связаны с ихтиологией, рыбным хозяйством: ещё на кафедре зоологии позвоночных он изучал мшанок, мидий и рыб. Его труды имеют непосредственный выход в практику, его интерес — повышение запасов рыб в приморских водоемах, хозяйское использования мидий. На кафедре зоологии он использовал работы по разведению кефали Хаджибеевского лимана, по разведению кефали в ставках, о последствиях зимовки в Шаболатском лимане и выгоды организации в нём рыбного хозяйства, им даны практические рекомендации по рыболовле на Тилигульском лимане, по использованию мидий для корма свиней и многое другое.
Работа на кафедре гидробиологии — новый этап в научной деятельности учёного. Это продолжение работ по ихтиологии, а вместе с этим и переход к гидробиологическим исследованиям. С этого периода он возглавил комплексные исследования по гидробиологии, фитозоопланктона и ихтиопланктона в разных районах северо-западной части Чёрного моря. Это были исследования по нескольким темам: сравнительная характеристика биологической структуры и продуктивности лиманов, заток северо-западной части Чёрного моря (1966—1970); биологические основы воссоздания рационального использования и охраны рыбных и других ресурсов низовья рек, приморских водоемов и северо-западной части Чёрного моря (1971—1975); биологические индикаторы антропогенного загрязнения, охрана и пути повышения продуктивности прибрежных биоценозов и разработка основ их стойкого функционирования (1981—1986).
Под управлением профессора Ф. С. Замбриборща выполнялись работы и с хозяйственно-договорной тематики: «Перспективы развития рыбного хозяйства в Днестровском лимане в связи с комплексным использованием его нужд для народного хозяйства», «Распределение, количество и сезонная динамика зообентоса Джарылгачской затоки и влияние на неё регулирования песка и ракушки», исследования причерноморских лиманов в связи с их народнохозяйственным использованием. Он управлял темами, которые решали прикладные вопросы влияния берегоукрепляющих и дноуглубительных работ сбора и намыва песка на пляже, отвалов грунта та многого другого на морские экосистемы, разрабатывал пути минимизации избытка, причиненного техногенными факторами.
Под его руководством на кафедре появилось направление научных работ, связанных с экспериментальным исследованием относительно водной токсикологии. В этом направлении работали его аспиранты, студенты, было опубликовано много работ. Федор Сергеевич был одним из инициаторов проведения на кафедре Всесоюзной научной конференции «Перспективы развития рыбного хозяйства на Чёрном море». Основные данные этих работ опубликованы.
Ф. С. Замбриборщ читал студентам гистологию, общую ихтиологию и систематику, экологию и биологию рыб, гидрологию с элементами гидрохимии, методику полифакторного эксперимента. Под его руководством построен новый корпус гидробиологический станции, где есть условия для лучшей подготовки гидробиологов. Успешно соединяя научную и педагогическую деятельность, Федор Сергеевич подготовил сотни специалистов для средних школ, ихтиологов и гидробиологов — для народного хозяйства. Под его руководством 19 аспирантов подготовили и успешно защитили кандидатские диссертации. Многие из них — граждане Вьетнама, Сирии, Ирака, Египта, Никарагуа, Венгрии, Болгарии, Конго и т. д. К нему приезжали на стажировку молодые учёные из Германии, Вьетнама.
В 1983—1984 гг. он — профессор кафедры, в 1984—1986 гг. — выполнял обязанности заведующего кафедрой. В 1986—1990 гг., когда кафедру объединили с кафедрой зоологии, он — профессор кафедры зоологии и гидробиологии. В 1991—1996 гг. — профессор кафедры гидробиологии и общей экологии ОГУ (ОНУ им. И. И. Мечникова). 

Ф. С. Замбриборщ лично или с соавторами напечатал около 110 работ. Наиважнейшие труды его научных исследований вошли в производство. Он был членом Научного совета по проблемам гидробиологии, ихтиологии и использования биологических ресурсов водоемов АН СССР, членом Ихтиологической комиссии Минрыбхозяйства СССР, Межведомственного совета Минрыбхоза и Минвуза, пленума Всесоюзного гидробиологического общества АН СССР, биосферной секции Южного научного центра, был руководителем методологического семинара сотрудников биологического факультета.
В разные годы Федор Сергеевич был заместителем декана и деканом (1970—1973), управляющим профсоюзом сотрудников биологического факультета, членом партбюро. Много лет был секретарем или управляющим Специализированного совета по защите диссертаций, выступал оппонентом, давал отзывы на диссертации. Он проводил большую воспитательную работу среди аспирантов и студентов.
Учился и работал в ОГУ (ОНУ им. И. И. Мечникова) Ф. С. Замбриборщ почти 65 лет.
Умер Ф. С. Замбриборщ 17 мая 1998 г., похоронен на втором христианском кладбище в Одессе.

## Награды
- За участие в Великой Отечественной войне был награждён орденом Отечественной войны второй степени, медалью «За боевые заслуги» и другими медалями.
- За работу в ОГУ (ОНУ им. И. И. Мечникова) был награждён двумя медалями, имел множество грамот.